# De'Teri Mayes
De'Teri Jabbar Mayes (Montgomery, 5 agosto 1974) è un ex cestista statunitense naturalizzato austriaco.

## Palmarès
- Campionato austriaco: 4

Gmunden: 2004-05, 2005-06, 2006-07, 2009-10
- Coppa d'Austria: 5

Gmunden: 2003, 2004, 2008, 2010, 2011
- Supercoppa d'Austria: 6

Gmunden: 2004, 2005, 2006, 2007, 2008, 2010